# Tour of Oman
Die Tour of Oman ist ein Radrennen in Oman und Teil der UCI Asia Tour, in der es zunächst in der Kategorie 2.1 eingestuft war. Seit dem Jahr 2020 ist die Rundfahrt Teil der neu geschaffenen UCI ProSeries. Zum ersten Mal wurde die Tour of Oman zwischen dem 14. und 19. Februar 2010 ausgetragen und umfasste dabei 6 Etappen. Ähnlich der Katar-Rundfahrt sind die flachen Etappen mit meist starkem Wüstenwind charakteristisch für diese Rundfahrt, die in der frühen Saison so sehr attraktiv für Sprinterteams wird.
Für 2020 wurde die Rundfahrt wegen des Todes von Staatsoberhaupt Qabus ibn Said abgesagt.

## Palmarès
| Jahr | Sieger            | Zweiter                | Dritter            |          |
| ---- | ----------------- | ---------------------- | ------------------ | -------- |
| 2010 | Fabian Cancellara | Edvald Boasson Hagen   | Cameron Meyer      |          |
| 2011 | Robert Gesink     | Edvald Boasson Hagen   | Giovanni Visconti  |          |
| 2012 | Peter Velits      | Vincenzo Nibali        | Tony Gallopin      |          |
| 2013 | Chris Froome      | Alberto Contador       | Cadel Evans        |          |
| 2014 | Chris Froome      | Tejay van Garderen     | Rigoberto Urán     |          |
| 2015 | Rafael Valls      | Tejay van Garderen     | Alejandro Valverde |          |
| 2016 | Vincenzo Nibali   | Romain Bardet          | Jakob Fuglsang     |          |
| 2017 | Ben Hermans       | Rui Costa              | Fabio Aru          |          |
| 2018 | Alexei Luzenko    | Miguel Ángel López     | Gorka Izagirre     |          |
| 2019 | Alexei Luzenko    | Domenico Pozzovivo     | Jesús Herrada      |          |
| 2020 | abgesagt          | abgesagt               | abgesagt           | abgesagt |
| 2021 | abgesagt          | abgesagt               | abgesagt           | abgesagt |
| 2022 | Jan Hirt          | Fausto Masnada         | Rui Costa          |          |
| 2023 | Matteo Jorgenson  | Mauri Vansevenant      | Geoffrey Bouchard  |          |
| 2024 | Adam Yates        | Jan Hirt               | Finn Fisher-Black  |          |
| 2025 | Adam Yates        | Valentin Paret-Peintre | David Gaudu        |          |